# Velký Špičák (Křižanovská vrchovina)
Velký Špičák (též Špičák či Třešťský Špičák, německy Großer Spitzberg, 734 m n. m.) je výrazný zalesněný kopec v západní části Křižanovské vrchoviny. Nachází se asi 3 km severovýchodně od Třeště na území okresu Jihlava (Kraj Vysočina). Je nejvyšším bodem podcelku Brtnická vrchovina. Velká část kopce je součástí Národní přírodní rezervace Velký Špičák, jejímž účelem je ochrana přirozeného bukového porostu pralesního charakteru. Vrchol díky vzrostlému lesu neposkytuje žádný výhled.
V letech 1811–1834 stála na vrcholu dřevěná rozhledna; ve 20. letech 20. století a posléze ještě ve 40.–50. letech pak měřická věž – Velký Špičák byl jedním ze základních bodů nejstarší československé trigonometrické sítě. Původní vytyčovací kámen se dnes nachází v Národním muzeu v Praze.

## Přístup
- po  modré turistické značce z Třeště nebo z Popic
- po  zelené turistické značce z Třeště nebo z Jezdovic
- po  žluté turistické značce ze Suché
- po  naučné stezce z Třeště nebo z Jezdovic